# خالد الجليلي
خالد الجليلي (1169 - 1215 هـ / 1755 - 1801 م) هو شيخ عالم وشاعر، من أهل الموصل.
هو خالد بن أحمد بن مصطفى بن إبراهيم الجليلي. ولد في مدينة الموصل وتلقى علومه الأولية على يد والد، كما درس تحت بعض علماء الموصل وحصل على اجازة في الإفتاء. تولى إدارة حكومة الموصل نيابة عن الوزير «حسن باشا» صاحب بغداد (1778 م).
له ديوان شعر لكنه مفقود، وقد حفظت إحدى موشحاته قصيده في مدح محمد باشا الجليلي، حفظت في كتاب «ديوان الموشحات الموصلية» لصاحبه محمد نايف محمد صالح الدليمي.